# فأر جيبي صغير
فأر جيبي صغير (الاسم العلمي: Perognathus parvus) هو نوع من الحيوانات يتبع جنس فأر جيبي حريري من فصيلة الغوفرية.